# Gucana
Gucana (em armênio: Գուկանք; romaniz.: Gukankʼ[a]), segundo a Geografia de Ananias de Siracena (século VII), foi um gavar (cantão) da província da Vaspuracânia, no Reino da Armênia. Era um dos territórios que compunham o principado dado à família Eruanduni, cujas origens provavelmente remontam aos orôntidas. Compreendia uma área de 225 quilômetros quadrados e estava centrado na vila de Gucanque (Gukankʼ), a moderna Guiuganse (Gyugancʼ), em Haiots Zor. Originalmente, pode ter feito parte do principado de Restúnia. No século X, Tomás Arzerúnio atestou que o distrito ainda existia como um dos domínios arzerúnidas.